# 장옥주
장옥주(張玉珠, 1959년 ~ )는 대한민국의 제5대 보건복지부 차관을 지낸 공무원이었다.

## 학력
- 1977 ~ 1981년 이화여자대학교 법학 학사 졸업
- 1981 ~ 1983년 이화여자대학교 대학원 법학 석사
- ~ 2002년 이화여자대학교 대학원 사회복지학 박사 수료

## 경력
- 1981년 제25회 행정고시 합격
- 1997.11 보건복지부 복지자원과 과장
- 2003.8 보건복지부 한방정책관
- 2005.1 보건복지부 장애인복지심의관
- 2007.1 보건복지부 정책총괄관
- 2008 보건복지가족부 아동청소년정책실 실장
- 2010.3 보건복지부 저출산고령사회정책실 실장
- 2010.9 ~ 2011.08 : 보건복지부 사회복지정책실 실장
- 2011.08 ~ 2012.10 한국노인인력개발원 원장
- 2013.03 ~ 2014.07 대통령비서실 고용복지수석실 보건복지비서관
- 2014.07 ~ 2015.10 보건복지부 차관
- 2016.03 새누리당 비례대표 신청
- 옛 새누리당 정치인
- 옛 자유한국당 정치인